# Alberto Carlos

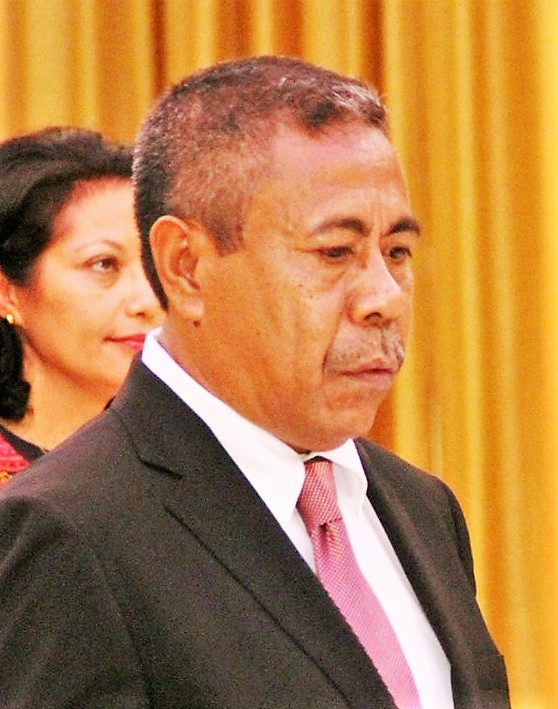
Alberto Carlos (2016)

Alberto Xavier Pereira Carlos (* 16. Mai 1960 in Dili, Portugiesisch-Timor) ist ein osttimoresischer Politiker und Diplomat.

## Werdegang
Alberto Carlos wurde als zweites von neun Kindern von Franci aus Manufahi und Luisa Pereira Carlos aus Lequidoe. 1972 besuchte er die Grundschule Colegio Bispo Madseiros in Lahane (Dili) und mehr als zwei Jahre das Seminar Santo Francisco Xavier in Dare. Das dritte Jahr schloss Carlos 1975 im Priesterseminar Nossa Senhora da Fatima ab. Nach der Invasion der Indonesier absolvierte Carlos 1978 ein Zweitstudium in Surakarta (Zentraljava) und schloss 1989 ein Studium in Bildungswissenschaften an der Sebelas Maret Nationaluniversität ab. Hier lernte Carlos auch seine Frau Gina Fauzia Utari kennen. 1989 kehrten sie nach Osttimor zurück. Neun Jahre arbeitete Carlos in Manatuto als Beamter im Bildungswesen. Verdeckt versorgte er den osttimoresischen Widerstand mit Informationen, bis er 1999 fliehen musste. Sein Name war auf eine Schwarze Liste gekommen.
1999 nahm er an der Timor-Leste Emergency Operation des UNHCR teil. Außerdem war er an der Akademie der Nationalpolizei Osttimors Ausbilder zu den Fachgebieten „Internationales Flüchtlingsrecht und Menschenrechte“ und Gastdozent für „Asyl- und Menschenrechte“. 2005 ging Carlos in den Sudan als Sicherheitsoffizier des UNHCR. Im Südsudan vermittelte er zwischen der Guerilla und der Regierung des Sudans. Nach Ende der Operation kehrte Carlos nach Osttimor zurück und wurde Chef des nationalen Büros des UNHCR, bevor er 2008 wieder in den Sudan ging als Camp Official des UNHCR. Im Mai 2010 kehrte Carlos zurück auf seinen Posten als Chef des nationalen Büros des UNHCR in Osttimor, bevor er am 25. Oktober desselben Jahres zum stellvertretenden Außenminister vereidigt wurde. Der Posten war seit Antritt der Regierung 2007 unbesetzt. Das Amt hatte Carlos bis 2012 inne. Mit der neuen Legislaturperiode übernahm Constâncio Pinto die Position.
Danach arbeitete Carlos als Executive Secretary des „Human Capital Development Fund“ des Bildungsministeriums. Ab Juli 2013 diente er als Leiter der „Technischen Vertretung für Zusammenarbeit“ (portugiesisch Representações Técnicas de Cooperação RTC) der Agência de Cooperação de Timor-Leste (ACTL) in Guinea-Bissau. Am 11. Februar ernannte Staatspräsident Taur Matan Ruak Carlos zum neuen Botschafter Osttimors in Indonesien. Mit der Akkreditierung am 31. Mai folgt er im Amt Manuel Serrano, das Carlos bis 2020 innehatte. 2021 übernahm Filomeno Aleixo den Botschafterposten.